# Heråmaden
Heråmaden är ett naturreservat i Dals-Eds kommun i Västra Götalands län.
Området är naturskyddat sedan 2014 och är 468 hektar stort. Reservatet omfattar en längre sträcka av Heråälven med omgivande våtmark och skog av främst tall. 